# Kirche Breitenbach

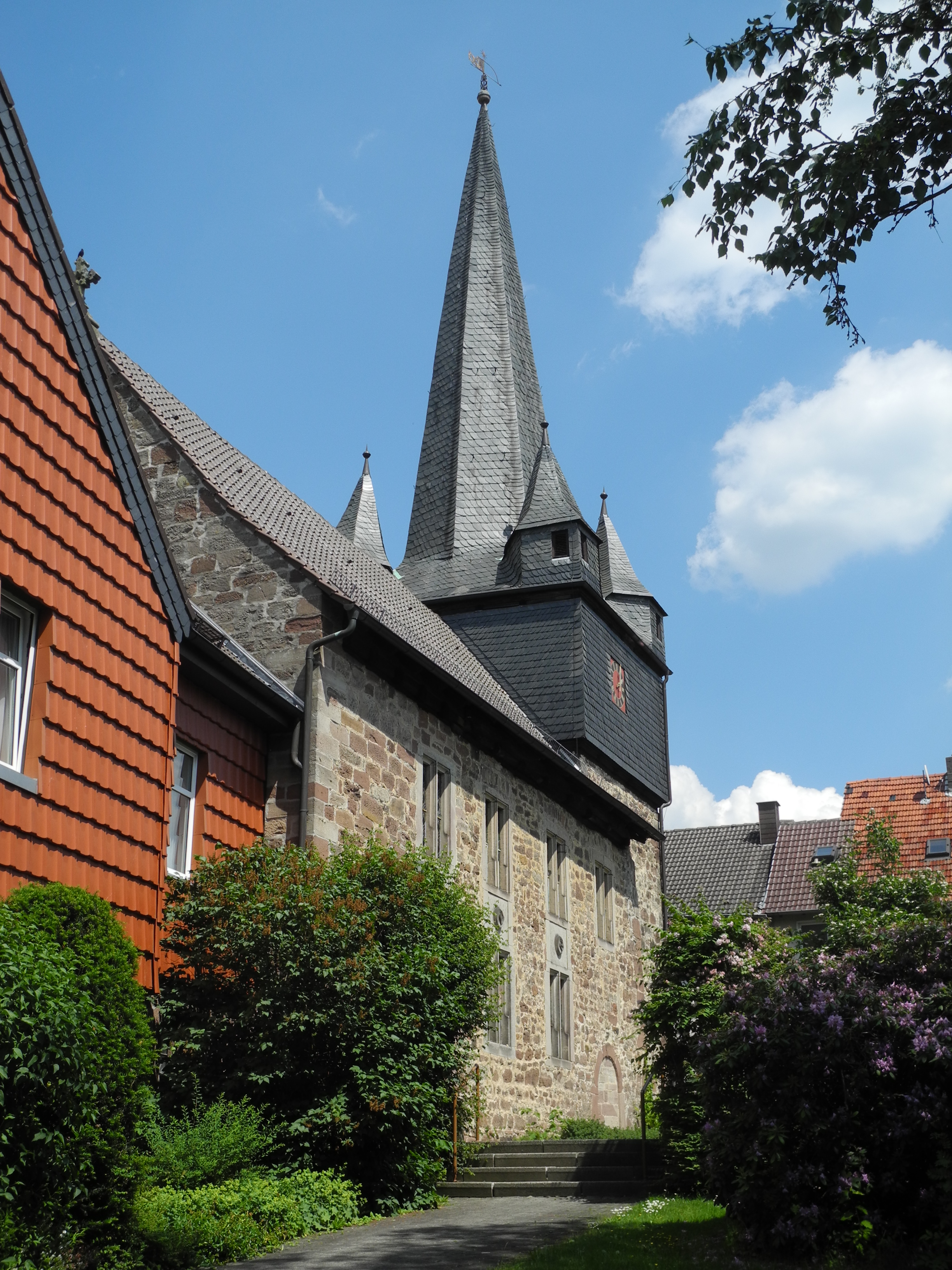
Kirche Breitenbach

Die evangelisch-unierte Kirche Breitenbach steht in Breitenbach, einem Ortsteil der Gemeinde Schauenburg im Landkreis Kassel von Hessen. Die Kirchengemeinde gehört zum Kirchenkreis Kaufungen im Sprengel Kassel der Evangelischen Kirche von Kurhessen-Waldeck.

## Beschreibung
Die ältesten Teile der Saalkirche sind der gedrungene mittelalterliche Chorturm und das Kirchenschiff einer Wehrkirche aus Bruchsteinen. Im 17. Jahrhundert wurde dem Turm ein weiteres Geschoss aus schiefergedecktem Holzfachwerk aufgesetzt, das mit einem achtseitigen spitzen Helm bedeckt wurde, der von vier Wichhäuschen an den Ecken flankiert wird. Das Kirchenschiff wurde im 16. Jahrhundert verändert. 1886 wurde es nach einem Entwurf von Gustav Schönermark im Westen um ein Joch aus Quadermauerwerk verlängert und im Baustil der Neorenaissance umgebaut. Das rundbogige Portal an der Südseite sowie die Schießscharten der mittelalterlichen Wehrkirche wurden vermauert. Das Kirchenschiff erhielt doppelgeschossige Fenster und zwei gleiche, als Ädikula gestaltete Portale auf der Süd- und Nordseite. Im Chor ist das mittelalterliche Kreuzgratgewölbe erhalten. Das Kirchenschiff erhielt beim Umbau eine Kassettendecke, Emporen und ein neues Kirchenbänke. Die Orgel wurde 1894 von Robert Knauf aus der Orgelbauerfamilie Knauf gebaut.